# Lianne La Havas
Lianne Charlotte Barnes (Londres, 23 de agosto de 1989), conhecida profissionalmente como Lianne La Havas, é uma cantora, compositora e multi-instrumentista britânica. Iniciou a sua carreira como vocalista de apoio da cantora Paloma Faith.
Seu álbum de estreia — Is Your Love Big Enough? — lançado em 2012, rendeu-lhe uma indicação para o Sound of 2012 da BBC e a escolha como "Álbum do Ano de 2012" pelo iTunes.

## Biografia
Lianne Charlotte Barnes nasceu em 23 de agosto de 1989 em Londres, Inglaterra, filha de pai de origem grega e mãe de origem jamaicana. Seu pai, vó e tio eram músicos e com essa influência, aos 7 anos de idade, já teria tocado no teclado de seu pai e aos 11 anos, pegou uma guitarra dele e compôs sua primeira canção. Lianne conta que "desde pequena, eles [sua família, seus pais] me mimavam com música, com discos".
Seu estilo de composição também recebeu forte influência familiar, pelas origens diversas de seus pais: "Eles serem de outros lugares me fez gostar de tipos diferentes de música. Eu acabei botando isso no meu som", contou a cantora em entrevista a Braulio Lorentz, para o portal brasileiro G1 em 2016. "Eles amavam jazz e canções de todos os lugares, incluindo música brasileira. Minha mãe adorava soul, R&B, dance dos anos 80 e 90. Eu sou agradecida por ser criada por eles", explicou a cantora. Durante o desenvolvimento de seu estilo de composição, La Havas ainda agregaria influências como Nina Simone e Lauryn Hill.
Lianne iniciou sua carreira musical no final de sua adolescência, quando conheceu Paloma Faith, tornando-se parte de sua banda como vocalista de apoio. Em 2010 assinou com a Warner Bros, gravadora em que lançou seu primeiro álbum, mas passou quase dois anos desenvolvendo suas habilidades de composição antes de trazer a público seu trabalho.
Dessa maneira, seu talento só começou a ser notado ao se apresentar em 28 de maio de 2011 para o website Black Cab Sessions, onde artistas são filmados tocando no banco de trás de um táxi. Logo depois, o website La Blogothèque foi o primeiro a publicar um artigo sobre a cantora, chamando atenção para seu trabalho e convidando-a para um "Take Away Show" ("Apresentação para levar", em tradução livre).
No mesmo mês, La Havas lança o EP de estreia "Lost & Found" e aparece no prestigioso programa Later... with Jools Holland, o que atrai os holofotes da fama para a jovem cantora. Após a apresentação, Lianne recebe um convite para acompanhar a turnê da banda Bon Iver, também convidada do programa na mesma noite.
Seu álbum de estreia, Is Your Love Big Enough? é lançado em julho do ano seguinte (2012) e é recebido com críticas positivas. O álbum chegou ao quarto lugar no Reino Unido e foi eleito Álbum do Ano de 2012 do iTunes.

## Lianne La Havas no Brasil
Em 2016, a cantora foi a atração de abertura das apresentações da banda Coldplay no Brasil, no Rio de Janeiro e São Paulo.